# Gran Premio del Portogallo 1984
Il Gran Premio del Portogallo 1984 è stata la sedicesima, e ultima, gara del Campionato mondiale di Formula 1 1984. Si è corsa domenica 21 ottobre sul Circuito di Estoril. La gara è stata vinta dal francese Alain Prost su McLaren-TAG Porsche; per il vincitore si trattò del sedicesimo successo nel mondiale. Ha preceduto sul traguardo il compagno di scuderia, l'austriaco Niki Lauda e il brasiliano Ayrton Senna su Toleman-Hart.
Grazie a questi risultati Niki Lauda si aggiudicò, per la terza volta in carriera, il Campionato mondiale piloti di Formula 1. Quello di Senna fu il terzo, e ultimo, podio per la Toleman. Il Gran Premio fu anche l'ultimo per la scuderia tedesca ATS.

## Vigilia

### Sviluppi futuri
L'ingegner Carlo Chiti annunciò il suo abbandono dall'Alfa Romeo, per passare alla Motori Moderni.
All'indomani del Gran Premio d'Europa, in una riunione a Parigi, la FISA pubblicò una seconda bozza del calendario per il 1985. Veniva confermata la partenza da Dallas, il 24 marzo, e la chiusura 26 ottobre in Sudafrica. La grossa novità era l'esclusione del Gran Premio di Monaco. Il problema riguardava il contratto televisivo concluso dagli organizzatori della gara monegasca con il network statunitense ABC, che escludeva dagli introiti la FISA e la FOCA. Veniva prevista anche una gara a Roma, solo però come riserva nel caso una delle gare ammesse al calendario non fosse stata confermata.

### Analisi per il campionato
La FISA, nella riunione di Parigi, decise anche di riscrivere tutte le classifiche dei gran premi disputati, non tenendo conto dei piazzamenti dei piloti della Tyrrell, squalificata per irregolarità tecniche. Ciò portò a ridurre di un punto il vantaggio con cui Niki Lauda comandava la classifica riservata ai piloti, sul compagno di scuderia Alain Prost. L'austriaco, che ora aveva solo 3,5 punti di margine, si sarebbe aggiudicato il suo terzo titolo piloti se:
- Fosse giunto primo o secondo;
- Fosse giunto terzo o quarto, con Prost non vincente;
- Fosse giunto quinto o sesto, con Prost né primo né secondo;
- Prost non fosse giunto a podio.

Nelle altre combinazioni di risultato Prost avrebbe conquistato il suo primo titolo.
Di seguito è riportata la situazione, in base ai piazzamenti e alle possibili combinazioni, tra i due contendenti del campionato:
| Pos | Pilota      | 1° | 2° | 3° | 4° | 5° | 6° | Punti |
| --- | ----------- | -- | -- | -- | -- | -- | -- | ----- |
| 1   | Niki Lauda  | 5  | 3  | 0  | 1  | 0  | 0  | 66    |
| 2   | Alain Prost | 6  | 1  | 1  | 1  | 0  | 0  | 62,5  |

| Pilota      | Risultato (punti totali) | Risultato (punti totali) | Punti rivale (punti totali nel caso) | Punti rivale (punti totali nel caso) |
| Pilota      | Risultato (punti totali) | Risultato (punti totali) | Lauda                                | Prost                                |
| ----------- | ------------------------ | ------------------------ | ------------------------------------ | ------------------------------------ |
| Niki Lauda  | 1°                       | 75                       |                                      | — (68,5)                             |
| Niki Lauda  | 2°                       | 72                       | — (71,5)                             |                                      |
| Niki Lauda  | 3°                       | 70                       | 2° (68,5)                            |                                      |
| Niki Lauda  | 4°                       | 69                       | 2° (68,5)                            |                                      |
| Niki Lauda  | 5°                       | 68                       | 3° (66,5)                            |                                      |
| Niki Lauda  | 6°                       | 67                       | 3° (66,5)                            |                                      |
| Niki Lauda  | ≥ 6°                     | 66                       | 4° (65,5)                            |                                      |
| Alain Prost | 1°                       | 71,5                     | 3° (70)                              |                                      |
| Alain Prost | 2°                       | 68,5                     | 5° (68)                              |                                      |
| Alain Prost | 3°                       | 66,5                     | ≥ 6° (66)                            |                                      |

Avendo la gara di Montecarlo assegnato solo metà punti, i due piloti non possono trovarsi a pari punti al termine del gran premio del Portogallo, a meno che anche tale gara non termini assegnando solo metà dei punti  previsti. Il regolamento 1984 prevedeva che contassero solo i migliori 11 risultati: né Lauda né Prost dovevano scartare nulla.

### Aspetti tecnici
Anche sulla Toleman di Stefan Johansson venne montata l'iniezione elettronica. Entrambe le Brabham vennero dotate di freni a carbonio SEP.

### Aspetti sportivi
La Formula 1 tornava in Portogallo dopo 24 anni (ultima apparizione nel 1960 con vittoria di Jack Brabham su Cooper-Climax). Il Gran Premio del Portogallo si era poi svolto, tra il 1964 e il 1966, prima con vetture sport, poi con vetture di Formula 3. La gara veniva ospitata sul Circuito di Estoril, poco più lungo di 4 kilometri, situato nei pressi di Cascais, costruito nel 1972. I lavori di adeguamento del circuito vennero completati prima della gara, mentre rimasero ancora incomplete le opere a supporto degli spettatori.
L'inserimento della gara portoghese fu favorito dal mancato accordo per l'inserimento, nel calendario iridato, del Gran Premio di Spagna, tanto che solo a giugno venne fissato, per il 21 ottobre, il gran premio.
La Renault iscrisse una terza vettura (che non avrebbe potuto però iscrivere punti iridati), affidata al pilota collaudatore della scuderia francese, Philippe Streiff, al suo esordio nel mondiale di F1. Streiff aveva corso, nella stagione, in Formula 2. Era la prima volta che la casa francese faceva correre più di due vetture in uno stesso gran premio. Anche la McLaren iscrisse una terza vettura, per Stefan Bellof, in uscita dalla Tyrrell. In questo caso però l'ingaggio fu abbandonato. La Spirit cercò di far correre di nuovo Huub Rothengatter, già impegnato in diverse gare della stagione, ma l'iscrizione venne rifiutata, in quanto giunta troppo tardi.
Nelle prove libere del giovedì il più veloce fu Alain Prost, che fece segnare 1'26"196. Il francese precedette Elio De Angelis, staccato di circa sei decimi, e Ayrton Senna, staccato di cinque centesimi dal tempo dell'italiano della Lotus. L'altro pilota che lottava per il titolo, Niki Lauda, chiuse quarto. La pista risultò poco gommata, anche a causa dei lavori degli ultimi mesi, che avevano depositato molta polvere sul tracciato. I piloti si lamentarono per qualche imperfezione dell'asfalto.
Al venerdì Teo Fabi dovette abbandonare il circuito per la perdita del padre. La Brabham, non potendo ricorrere nemmeno al fratello Corrado, impiegato in stagione al posto di Teo, scelse, per la seconda vettura Manfred Winkelhock, appiedato dall'ATS.

## Qualifiche

### Resoconto
La sessione di prove ufficiali del venerdì si svolsero, quasi interamente, con pioggia e nebbia. Il drenaggio della pista risultò scarso: Gerhard Berger fu vittima di un grosso incidente, che ferì anche tre commissari, che furono portarti all'ospedale per accertamenti. I migliori tempi, in questa fase, erano delle due McLaren e di De Angelis.
Solo al termine della sessione il sole rifece capolino, ciò che permise ai piloti di migliorare i tempi della prima parte delle qualifiche. Quando venne indicato ad Alain Prost di rientrare ai box, il francese fece invece un ulteriore giro, ottenendo il miglior tempo. Prost rientrò poi, ma fermandosi in una posizione che impediva a Lauda di effettuare il cambio gomme. L'austriaco decise di abbandonare  la vettura e le qualifiche, ma venne convinto a cercare un giro veloce da Ron Dennis, team principal alla McLaren. Il poco tempo a disposizione non consentì però a Lauda di cogliere un tempo. Prost spiegò la sua manovra, al fine di evitare di investire qualcuno dei meccanici delle varie scuderie, nel caos che si era creato nei box. In questa fase finale di sessione Nelson Piquet ruppe il motore della sua Brabham, spandendo olio sul rettifilo dei box; sulla macchia scivolò Philippe Streiff, che fu costretto a parcheggiare la sua monoposto al bordo della pista. Poco dopo anche Jacques Laffite perse il controllo della sua monoposto nello stesso punto, uscendo di pista e colpendo la macchina di Streiff.
Stefan Johansson ottenne il quarto tempo, ottenuto nei primissimi minuti della sessione, nei quali il tempo era ancora sereno. In quella fase si erano trovate nelle prime posizioni anche le due Osella.
Al sabato le qualifiche si svolsero con pista asciutta, cosa che ribaltò la graduatoria. Nelson Piquet bruciò nei minuti finali Prost, conquistando la sua nona pole position della stagione, eguagliando così il record di partenze al palo per un pilota in una stagione, che apparteneva anche a Ronnie Peterson (1973) e a Niki Lauda (1974 e 1975). Prost rimase secondo, mentre Lauda fu solo undicesimo: l'austriaco ebbe problemi elettrici al mattino, poi commise un errore nel suo primo tentativo veloce, poi venne bloccato dalla rottura del motore. Senna conquistò il terzo tempo, accompagnato in seconda fila da Keke Rosberg. Il finlandese ruppe due motori e due turbo. Non qualificato a pochi minuti dalla fine della sessione, il pilota della Williams passò al muletto e colse il tempo che lo portò in quarta posizione. L'unico non qualificato era Philippe Alliot, ma a causa della tardiva iscrizione di Manfred Winkelhock alla Brabham, i commissari ammisero al via anche il francese della RAM.

### Risultati
I risultati delle qualifiche furono i seguenti:
| Pos                     | Nº | Pilota             | Costruttore         | Tempo    | Griglia |
| ----------------------- | -- | ------------------ | ------------------- | -------- | ------- |
| 1                       | 1  | Nelson Piquet      | Brabham-BMW         | 1'21"703 | 1       |
| 2                       | 7  | Alain Prost        | McLaren-TAG Porsche | 1'21"774 | 2       |
| 3                       | 19 | Ayrton Senna       | Toleman-Hart        | 1'21"936 | 3       |
| 4                       | 6  | Keke Rosberg       | Williams-Honda      | 1'22"049 | 4       |
| 5                       | 11 | Elio De Angelis    | Lotus-Renault       | 1'22"291 | 5       |
| 6                       | 12 | Nigel Mansell      | Lotus-Renault       | 1'22"319 | 6       |
| 7                       | 15 | Patrick Tambay     | Renault             | 1'22"583 | 7       |
| 8                       | 27 | Michele Alboreto   | Ferrari             | 1'22"686 | 8       |
| 9                       | 16 | Derek Warwick      | Renault             | 1'22"801 | 9       |
| 10                      | 20 | Stefan Johansson   | Toleman-Hart        | 1'22"942 | 10      |
| 11                      | 8  | Niki Lauda         | McLaren-TAG Porsche | 1'23"183 | 11      |
| 12                      | 22 | Riccardo Patrese   | Alfa Romeo          | 1'24"048 | 12      |
| 13                      | 33 | Philippe Streiff   | Renault             | 1'24"089 | 13      |
| 14                      | 23 | Eddie Cheever      | Alfa Romeo          | 1'24"235 | 14      |
| 15                      | 5  | Jacques Laffite    | Williams-Honda      | 1'24"437 | 15      |
| 16                      | 17 | Marc Surer         | Arrows-BMW          | 1'24"688 | 16      |
| 17                      | 28 | René Arnoux        | Ferrari             | 1'24"848 | 17      |
| 18                      | 18 | Thierry Boutsen    | Arrows-BMW          | 1'25"115 | 18      |
| 19                      | 2  | Manfred Winkelhock | Brabham-BMW         | 1'25"289 | 19      |
| 20                      | 26 | Andrea De Cesaris  | Ligier-Renault      | 1'26"082 | 20      |
| 21                      | 25 | François Hesnault  | Ligier-Renault      | 1'26"701 | 21      |
| 22                      | 24 | Piercarlo Ghinzani | Osella-Alfa Romeo   | 1'26"840 | 22      |
| 23                      | 14 | Gerhard Berger     | ATS-BMW             | 1'28"106 | 23      |
| 24                      | 30 | Jo Gartner         | Osella-Alfa Romeo   | 1'28"229 | 24      |
| 25                      | 21 | Mauro Baldi        | Spirit-Hart         | 1'29"001 | 25      |
| 26                      | 10 | Jonathan Palmer    | RAM-Hart            | 1'29"397 | 26      |
| Vetture non qualificate |    |                    |                     |          |         |
| NQ                      | 9  | Philippe Alliot    | RAM-Hart            | 1'30"406 | 27      |

## Gara

### Resoconto
Al termine del warm up Alain Prost decise, in seguito a una perdita d'olio, di cambiare il motore della sua monoposto.
Keke Rosberg e Nigel Mansell furono autori di una bella partenza, che li portò nei primi due posti, davanti a Alain Prost e Nelson Piquet. Il brasiliano, nel corso del primo giro, finì in testacoda alla Esses: Piquet fu capace di riprendere la gara, ma fu costretto a veder sfilare tutto il plotone di vetture. Al secondo giro Prost sfruttò un errore di Mansell, per passare secondo. Nei giri seguenti il francese si mise alla caccia di Rosberg, che resistette a un primo attacco, al sesto giro. Lauda, invece, aveva iniziato la sua rimonta, ma risultava ancora al di fuori della zona dei punti.
Al nono giro, dopo un altro tentativo infruttuoso, Prost colse il comando passando Rosberg. Seguivano poi Mansell, Ayrton Senna, Michele Alboreto, Elio De Angelis, Derek Warwick, Stefan Johansson e Niki Lauda. Il giro dopo Warwick passò De Angelis, mentre Rosberg dovette resistere al tentativo di sorpasso di Mansell. Il britannico e il finlandese sfiorarono la collisione in un paio di occasioni, mentre al giro 13 Mansell effettuò infine il sorpasso.
Al tredicesimo giro Warwick finì in testacoda, fallendo un tentativo per passare Alboreto: fu poi costretto subito ai box, per cambiare gli pneumatici. Lauda, ora ottavo, mise pressione su Johansson; l'austriaco contava già venti secondi di distacco da Prost che, al momento, sarebbe stato campione del mondo. Al diciottesimo passaggio, sfruttando la perdita di potenza del motore della Lotus di De Angelis, sia Johansson che Lauda passarono il pilota italiano. Il giro seguente Senna passò Rosberg, per il terzo posto.
Lauda, al giro 27, cercando di sfruttare una piccola sbavatura di Johansson, tentò un sorpasso: la vettura dell'austriaco danneggiò per l'alettone anteriore della Toleman, ma finalmente Lauda poté sopravanzare lo svedese. Il giro dopo Lauda passò anche Alboreto, portandosi al quinto posto, non ancora sufficiente però per scalzare Prost dal titolo mondiale. Al giro 30 Johansson fu costretto a fermarsi ai box per sostituire l'alettone.
La rimonta di Niki Lauda proseguì al trentunesimo passaggio, quando ebbe la meglio anche su Rosberg. Due giri dopo, e il pilota della McLaren superò anche Senna, sul rettilineo dei box. Per vincere il titolo però Lauda, con Prost sempre primo, avrebbe dovuto scalare secondo, passando Mansell, che aveva un ampio margine. Al giro 39 fu costretto all'abbandono Keke Rosberg, per la rottura del motore.
Al quarantaquattresimo giro Alboreto, in lotta con Senna per il quarto posto, terminò in testacoda, ma fu capace di proseguire la gara, tra l'altro senza perdere posizioni. Lauda si trovò, nei giri successivi, ancora Johansson davanti, questa volta però da doppiato. Lo svedese chiuse la traiettoria all'austriaco, che faticò mezzo giro a passarlo. Poco dopo l'austriaco si trovò a doppiare un piccolo plotone di piloti, cosa gli fece perdere altro tempo prezioso.
Al cinquantaduesimo giro ci fu la svolta decisiva per il titolo: un problema ai freni sulla Lotus di Mansell, portò fuori pista il britannico, costringendolo al ritiro. Lauda si ritrovò secondo, posizione, che per solo mezzo punto, gli avrebbe consentito di cogliere il titolo piloti. Le due McLaren abbassarono il ritmo di gara, che consentì a qualche pilota di sdoppiarsi.
Al sessantaquattresimo giro Nelson Piquet, dopo una lunga rimonta, entrò in zona punti, passando Patrick Tambay. Poco prima era giunto sul duo proprio Lauda, che evitò qualsiasi possibile contatto. Il giro dopo l'austriaco si trovò un nuovo pericolo sulla sua strada, quando, poco davanti alla sua vettura, esplose il motore dell'Osella di Piercarlo Ghinzani.
Alain Prost vinse la sua settima gara stagionale, eguagliando il record di vittorie in stagione che apparteneva a Jim Clark. Lauda, col secondo posto, si aggiudicò il suo terzo titolo mondiale, a 7 anni di distanza dal secondo. Lauda prevalse col margine di solo mezzo punto sul francese, compagno di team e rappresenta tutt'ora il minor distacco tra il primo e secondo classificato. Senna giunse terzo, segnando l'ultimo podio per la Toleman e anche ultima volta che il team inglese andò a punti e fu ultima gara anche per il team ATS.

### Risultati
I risultati del gran premio furono i seguenti:
| Pos | No | Pilota             | Costruttore         | Giri | Tempo/Ritiro         | Griglia | Punti |
| --- | -- | ------------------ | ------------------- | ---- | -------------------- | ------- | ----- |
| 1   | 7  | Alain Prost        | McLaren-TAG Porsche | 70   | 1h41'11"753          | 2       | 9     |
| 2   | 8  | Niki Lauda         | McLaren-TAG Porsche | 70   | + 13"425             | 11      | 6     |
| 3   | 19 | Ayrton Senna       | Toleman-Hart        | 70   | + 20"042             | 3       | 4     |
| 4   | 27 | Michele Alboreto   | Ferrari             | 70   | + 20"317             | 8       | 3     |
| 5   | 11 | Elio De Angelis    | Lotus-Renault       | 70   | + 1'32"169           | 5       | 2     |
| 6   | 1  | Nelson Piquet      | Brabham-BMW         | 69   | + 1 giro             | 1       | 1     |
| 7   | 15 | Patrick Tambay     | Renault             | 69   | + 1 giro             | 7       |       |
| 8   | 22 | Riccardo Patrese   | Alfa Romeo          | 69   | + 1 giro             | 12      |       |
| 9   | 28 | René Arnoux        | Ferrari             | 69   | + 1 giro             | 17      |       |
| 10  | 2  | Manfred Winkelhock | Brabham-BMW         | 69   | + 1 giro             | 19      |       |
| 11  | 20 | Stefan Johansson   | Toleman-Hart        | 69   | + 1 giro             | 10      |       |
| 12  | 26 | Andrea De Cesaris  | Ligier-Renault      | 69   | + 1 giro             | 20      |       |
| 13  | 14 | Gerhard Berger     | ATS-BMW             | 68   | + 2 giri             | 23      |       |
| 14  | 5  | Jacques Laffite    | Williams-Honda      | 67   | + 3 giri             | 15      |       |
| 15  | 21 | Mauro Baldi        | Spirit-Hart         | 66   | + 4 giri             | 25      |       |
| 16  | 30 | Jo Gartner         | Osella-Alfa Romeo   | 65   | Mancanza di benzina  | 24      |       |
| 17  | 23 | Eddie Cheever      | Alfa Romeo          | 64   | + 6 giri             | 14      |       |
| Rit | 24 | Piercarlo Ghinzani | Osella-Alfa Romeo   | 60   | Motore               | 22      |       |
| Rit | 12 | Nigel Mansell      | Lotus-Renault       | 52   | Testacoda            | 6       |       |
| Rit | 16 | Derek Warwick      | Renault             | 51   | Cambio               | 9       |       |
| Rit | 33 | Philippe Streiff   | Renault             | 48   | Trasmissione         | 13      |       |
| Rit | 6  | Keke Rosberg       | Williams-Honda      | 39   | Motore               | 4       |       |
| Rit | 25 | François Hesnault  | Ligier-Renault      | 31   | Problemi elettrici   | 21      |       |
| Rit | 18 | Thierry Boutsen    | Arrows-BMW          | 24   | Trasmissione         | 18      |       |
| Rit | 10 | Jonathan Palmer    | RAM-Hart            | 19   | Cambio               | 26      |       |
| Rit | 17 | Marc Surer         | Arrows-BMW          | 8    | Problemi elettrici   | 16      |       |
| Rit | 9  | Philippe Alliot    | RAM-Hart            | 2    | Motore               | 27      |       |
| NA  | 32 | Stefan Bellof      | McLaren-TAG Porsche |      |                      |         |       |
| ES  | 34 | Huub Rothengatter  | Spirit-Hart         |      | Iscrizione rifiutata |         |       |

## Classifiche

### Piloti
| Pos. | Pilota             | Punti |
| ---- | ------------------ | ----- |
| 1    | Niki Lauda         | 72    |
| 2    | Alain Prost        | 71,5  |
| 3    | Elio De Angelis    | 34    |
| 4    | Michele Alboreto   | 30,5  |
| 5    | Nelson Piquet      | 29    |
| 6    | René Arnoux        | 27    |
| 7    | Derek Warwick      | 23    |
| 8    | Keke Rosberg       | 20,5  |
| 9    | Ayrton Senna       | 13    |
| 10   | Nigel Mansell      | 13    |
| 11   | Patrick Tambay     | 11    |
| 12   | Teo Fabi           | 9     |
| 13   | Riccardo Patrese   | 8     |
| 14   | Jacques Laffite    | 5     |
| 15   | Thierry Boutsen    | 5     |
| 16   | Eddie Cheever      | 3     |
| 17   | Andrea De Cesaris  | 3     |
| 18   | Stefan Johansson   | 3     |
| 19   | Piercarlo Ghinzani | 2     |
| 20   | Marc Surer         | 1     |

### Costruttori
| Pos. | Pilota               | Punti |
| ---- | -------------------- | ----- |
| 1    | McLaren-TAG Porsche  | 143,5 |
| 2    | Ferrari              | 57,5  |
| 3    | Lotus-Renault        | 47    |
| 4    | Brabham-BMW          | 38    |
| 5    | Renault              | 34    |
| 6    | Williams-Honda       | 25,5  |
| 7    | Toleman-Hart         | 16    |
| 8    | Alfa Romeo           | 11    |
| 9    | Ligier-Renault       | 3     |
| 10   | Arrows-Ford Cosworth | 3     |
| 11   | Arrows-BMW           | 3     |
| 12   | Osella-Alfa Romeo    | 2     |